# Sergelgatan

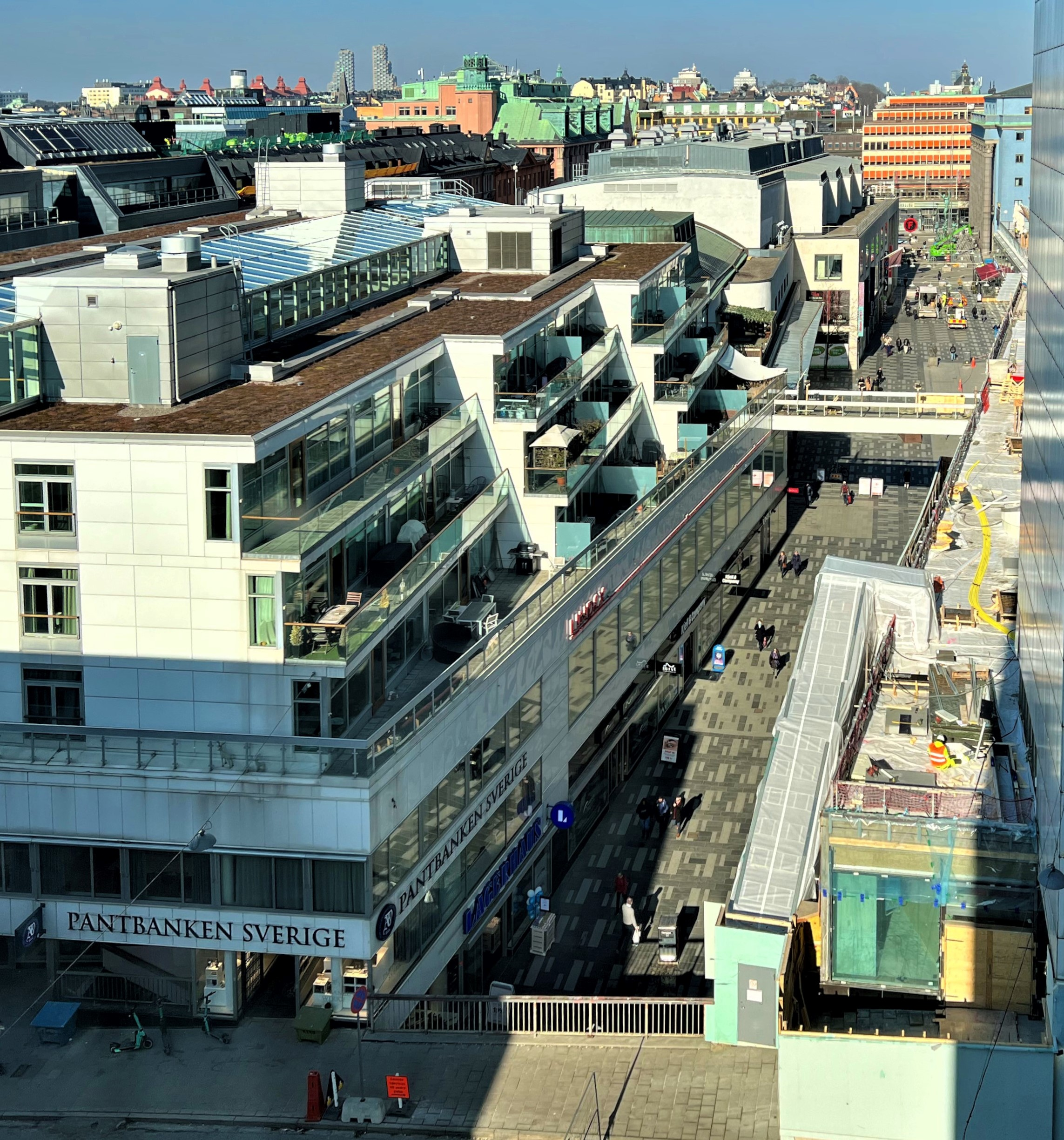
Sergelgatan, 2022

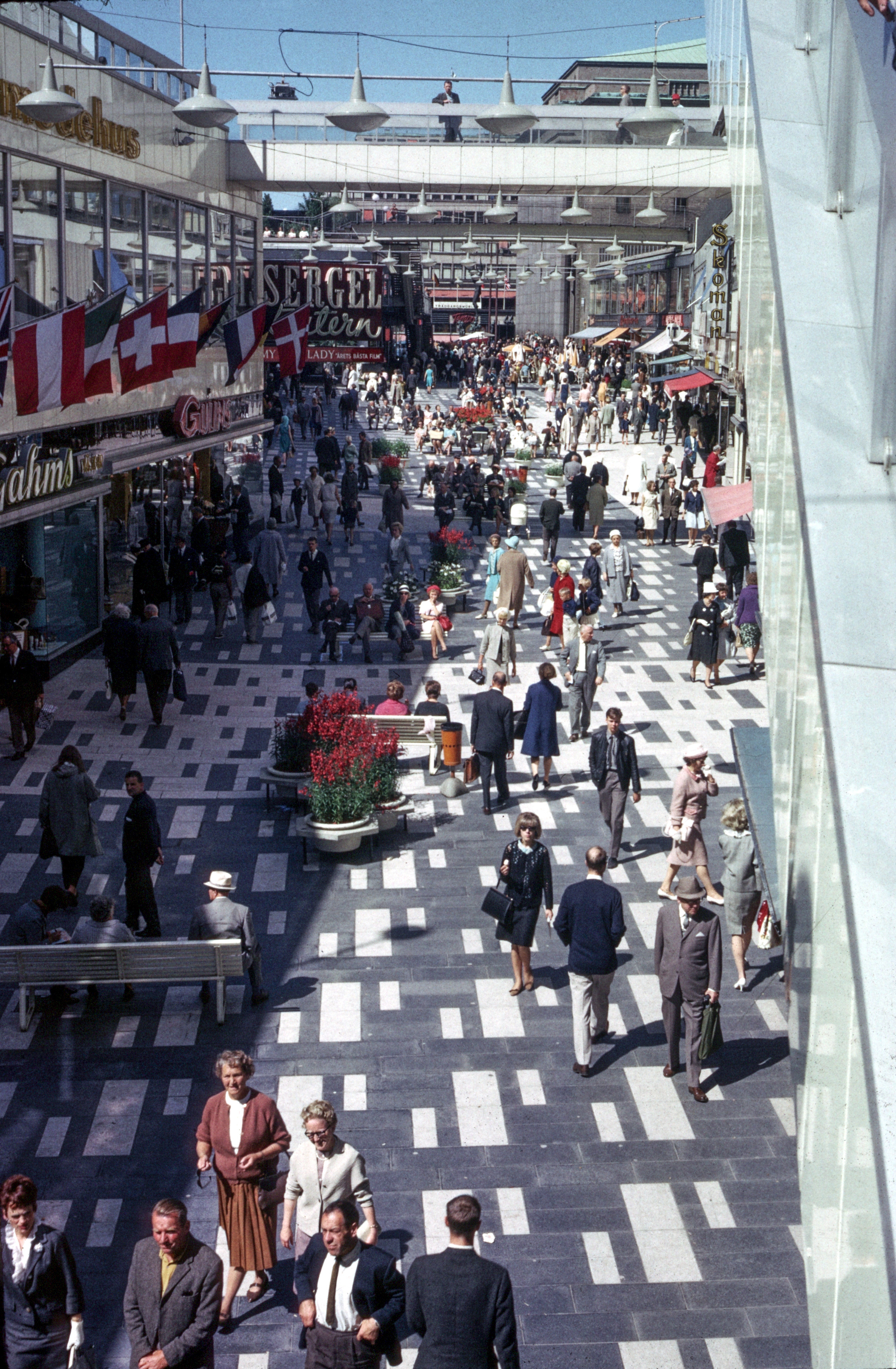
Sergelgatan, 1965

Sergelgatan är en gågata mellan Sergels torg och Hötorget på Norrmalm i Stockholms city.
Den öppna plats där gågatan ansluter till Sergels torg, framför det södra höghuset, benämns Soltorget. 

## Historik

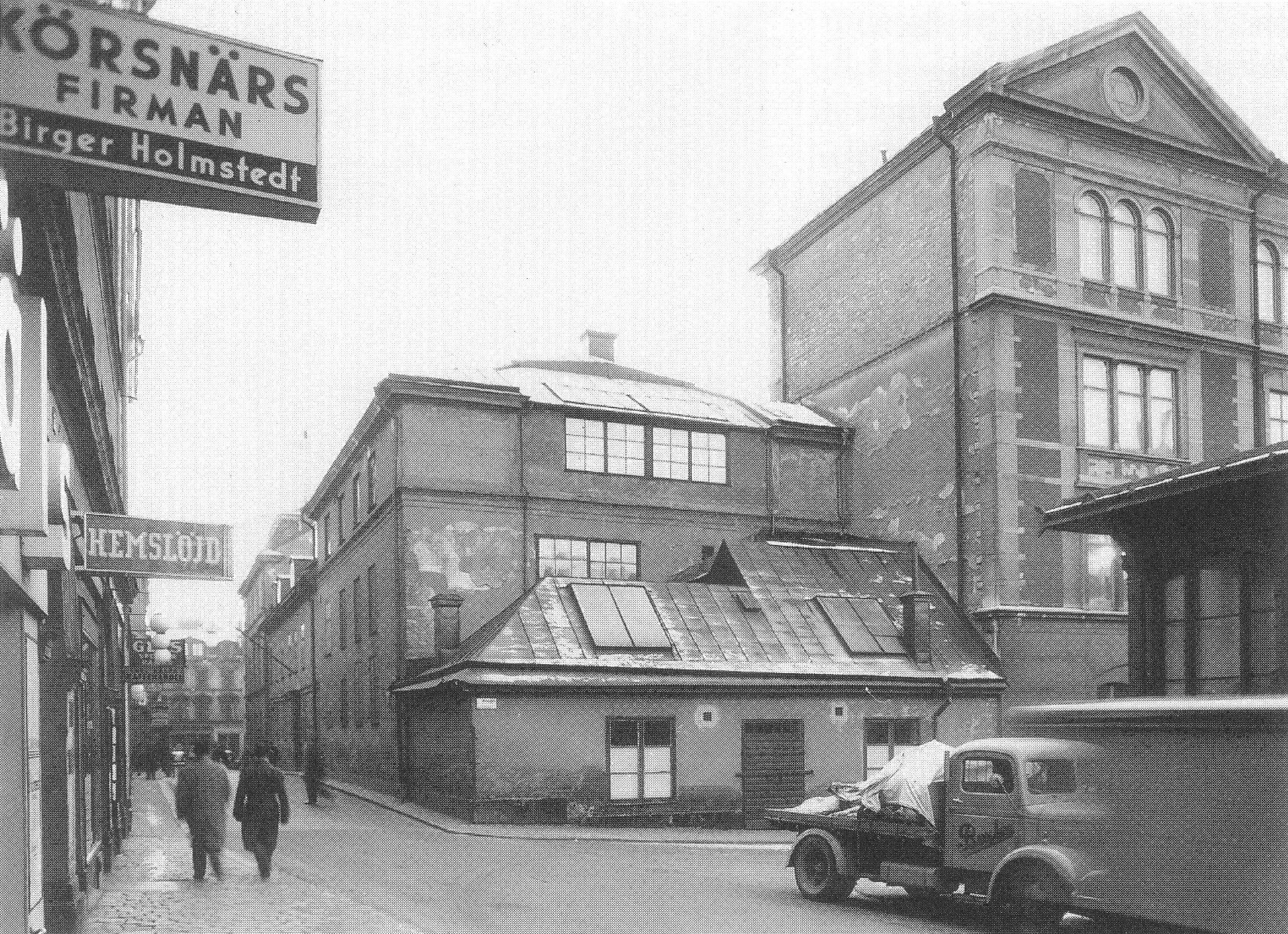
Sergelgatan från norr, kring 1950. Sergelhuset och Nya Elementarskolan.

Gatan har sitt namn efter skulptören Johan Tobias Sergel (1740-1814), som hade sin ateljé på nummer 1. I sin tidigare skepnad gick Sergelgatan söderut endast till Mäster Samuelsgatan, men går nu fram, över Sergels gamla ateljé, till Sergels torg. Gatan fick sitt namn i namnrevisionen 1885. Äldsta kända namn från år 1638 är Östra Skådegränden.
Nuvarande sträckning (cirka 250 meter) från Sergels torg i söder till Hötorget i norr genom Hötorgscity fick Sergelgatan 1955-1966 i samband med omdaningen av Stockholms City. Gatunivån sänktes då med ca fyra meter och Mäster Samuelsgatan fördes med en viadukt över gatan. Sven Markelius, som var ansvarig arkitekt och stadsplanedirektör mellan 1944 och 1954, ville utforma Sergelgatan som ett gångstråk mellan Sergels torg och Hötorget, med Hötorgsskraporna på ena sidan och i den lägre bebyggelse på den andra sidan skulle Stockholms Stadsteater lysa upp Sergelgatan med en glasad foajé. Teatern skulle ha en stor och en liten scen. Av dessa planer blev det till slut bara den mindre teatern kvar, Sergelteatern, som huvudsakligen var använd som biograf och senare införlivades i Filmstaden Sergel.
Under en period på 1950-talet diskuterades även en överdäckning av Sergelgatan efter amerikanskt mönster, som skulle fungera som en galleria. Förslaget stannade dock kvar i skisstadiet, galleriaidén hade ännu inte funnit fotfäste hos de svenska affärsmännen. Sergelgatan blev dock ett av de tidigare exemplen på gågator i Sverige.
Mitt på Sergelgatan finns en kopia av bronsskulpturen Non-Violence (den knutna pistolpipan) av Carl Fredrik Reuterswärd och Sergelminnet av Göran Strååt.

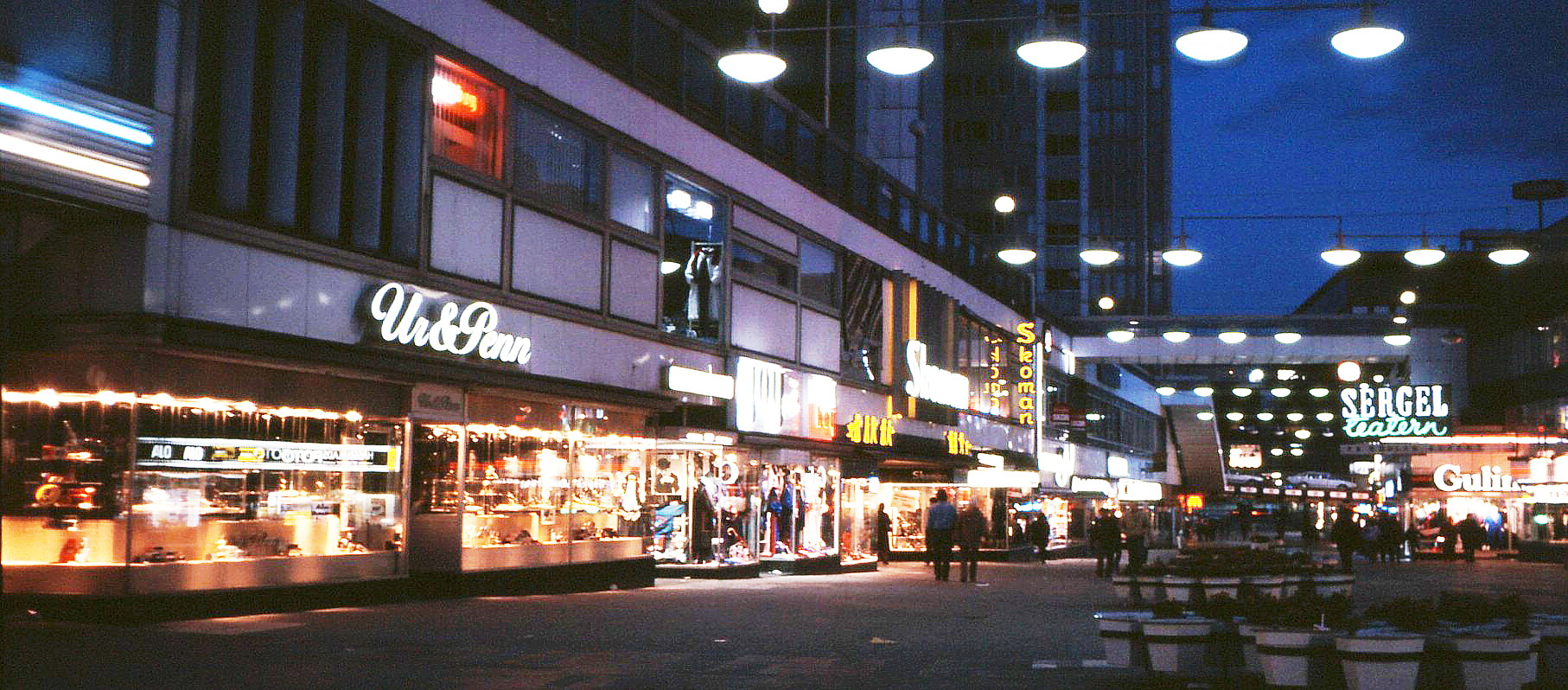
Sergelgatan mot söder, en höstkväll 1986.